# AMD-65

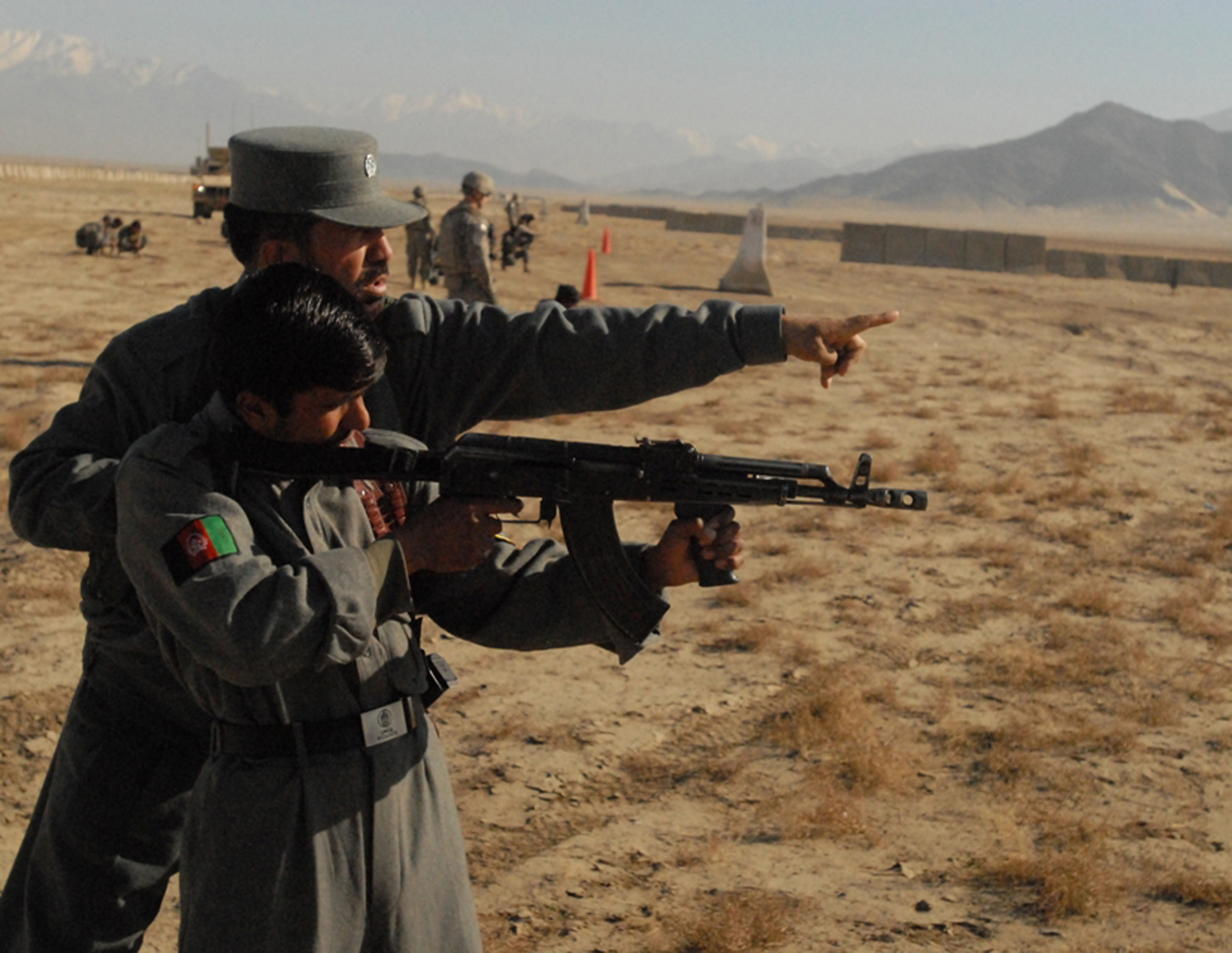
Policier afghan s'entraînant au tir avec un AMD-65

L'AMD-65 est une variante hongroise du fusil d'assaut AKM destinée aux parachutistes et aux tankistes.

## Présentation
Les militaires hongrois ont utilisé d'abord des AKM-63.  Cette arme produite par la FÉG fut suivie d'une AMD-65 pour armer les parachutistes présentant un canon court, une crosse repliable, une poignée sous le fût et mesurant 65–85 cm pour une masse minimum de 3,2 kg. L'ajout d'un manchon lance-grenades donna naissance à 
l' AMP-69 (en).

## Utilisation militaire et policière

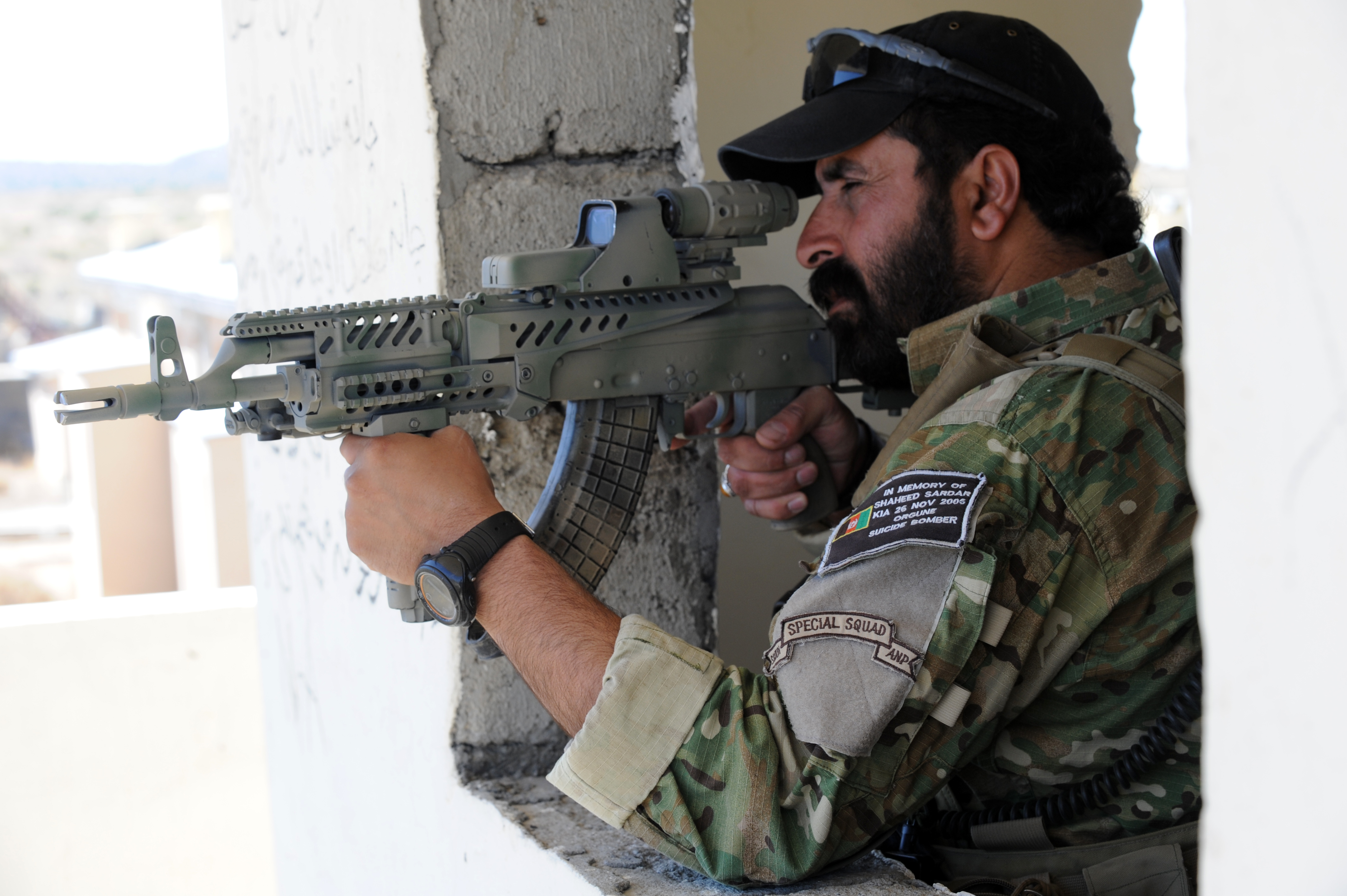
Un Garde-Frontière afghan armé d'un AMD-65M. Ce FA a été modernisé avec une nouvelle crosse télescopique (type M4A1) et l'emploi de matières polymères pour le garde-main et le chargeur.

- Hongrie : L’arme hongroise a participé, dans les mains des parachutistes de la Honvéd, aux opérations de maintien de la paix de la KFOR en 1999, ainsi qu'aux guerres d'Irak et d'Afghanistan dans le cadre de l'ISAF.

Mais l'AMD-65 fut aussi utilisée par les militaires et policiers des pays suivants : 
- Afghanistan : Armée nationale afghane, Police nationale afghane et Talibans.
- Angola : Armée angolaise et diverses factions lors de la Guerre civile angolaise.
- Croatie : Garde nationale croate durant la Guerre de 1991-1995.
- Cuba
- Géorgie : Armée géorgienne lors de la Guerre de 2008 contre la Russie.
- Honduras
- Laos : Guérilléros du Pathet Lao avant 1975.
- Liban : Diverses factions lors de la Guerre civile libanaise.
- Mozambique : FRELIMO et RENAMO (armes de prise) lors de la Guerre civile.
- Palestine : Combattants de l'OLP, du FPLP et du Hamas, puis policiers.
- Panama : Forces spéciales après 1989.
- Rhodésie du Sud : Combattants de la ZANLA  et soldats de l'Armée rhodésienne lors de la Guerre du Bush.
- Somalie : Diverses factions lors de la Guerre civile somalienne.
- Somaliland : Pirates en mer Rouge.
- Soudan : armée.
- États-Unis : Contractors de Blackwater Worldwide en Irak.
- Viêt Nam : Viet-congs lors de la Guerre du Viêt Nam, puis armée vietnamienne.
- Yémen
- Zimbabwe : Armée zimbabwéenne (surplus de la de la Guerre du Bush).

## Dans la culture populaire
Moins connu et diffusé que l'AKM original ou le Type 56-1 chinois, l'AMD 65 apparait dans quelques films de guerre comme Le Scorpion rouge Rambo 3, Zero Dark Thirty armant souvent des rebelles. Il apparait aussi dans des polars au cinéma : Fast Five et Le Justicier : L'Ultime Combat, ou à la télévision Commissaire Léa Sommer ou Les Professionnels souvent dans les mains de malfrats. Il est aussi visible dans des longs métrages fantastiques  comme Cockneys vs Zombies ou Underworld voir des comédies comme Espion et demi.
Il est aussi disponible dans des jeux vidéo comme Alliance of Valiant Arms et Metal Gear Solid 3: Snake Eater.